# دينيس تشيريشيف
دينيس ديميترييف تشيريشيف (بالروسية: Денис Дмитриевич Черышев)‏ ولد في 26 كانون الأول/ديسمبر 1990، هو لاعب كرة قدم روسي يلعب في مركز الجناح الأيسر مع النادي الإسباني فياريال والمنتخب الروسي الوطني.
سبق لدينيس وأن لعب ضمن صفوف ريال مدريد، حيث شارك في البداية مع ريال مدريد كاستيا (الفريق الرديف) في عام 2009 ثم ظهر بقميص النادي عام 2012. انتقل بعد ذلك إلى إشبيلية ومن ثم فياريال قبل أن ينضم لنادي فالنسيا لكنه سرعان ما عاد للانضمام لناديه السابق فياريال عام 2016.
لعب دينيس 45 مباراة دولية وسجل فيها 23 هدفا في مختلف الفئات. جذير بالذكر هنا أن أول ظهور لدينيس بقميص روسيا كان في عام 2012، وهو مشارك حاليا في كأس العالم 2018.

## مع الأندية

### البداية المبكرة
ولد دينيس تشيريشيف في مدينة نيجني نوفغورود بجمهورية روسيا الاتحادية الاشتراكية السوفيتية في الاتحاد السوفييتي. بدأ مسيرته في ريال سبورتينغ خيخون حيث كان والده ديمتري يلعب هناك في ذلك الوقت، لكنه سرعان ما انتقل إلى نادي بورغوس وهو لم يتجاوز سن التاسعة. أثناء لعبه في بورغوس؛ حاول نادي ريال مدريد كاستيا والفريق الرديف لنادي ليون الحصول على خدماته؛ قبل أن يُقرر الالتحاق بالنادي الإسباني.

### ريال مدريد
انضم تشيريشيف إلى ريال مدريد في عام 2002 ثم أكمل سنواته التكوينية في أكاديمية النادي. ظهر لأول مرة بقميص الفريق الإسباني موسم 2008-09 حيث شارك في تسع مباريات فقط في الدوري الإسباني الدرجة الثانية بي خلال ذلك الموسم. وعلى مدى العامين المقبلين لعب تشيريشيف 61 مباراة وسجل فيها 11 هدفا؛ لكنه وبالرغم من ذلك كان في معظم الأحيان مهاجم احتياطي. صعد دينيس للاحتراف في صفوف ريال مدريد الرديف في دوري الدرجة الثاني بعد غياب دام خمس سنوات.
ظهر تشيريشيف لأول مرة في دوري الدرجة الثانية في 17 آب/أغسطس 2012 حيث لعب 90 دقيقة كاملة في المباراة التي خسرها فريقه بهدفين مقابل هدف واحد ضد فياريال. في 27 نوفمبر/تشرين الثاني شارك في أول مباراة رسمية له مع الفريق الأول حينما تغلب بثلاثة أهداف نظيفة (7-1 في مجموع المباراتين) على نادي ألكويانو في كأس ملك إسبانيا 2012–13.

### الإعارة لإشبيلية وفياريال
في أيلول/سبتمبر 2013 أُعير دينيس تشيريشيف إلى نادي إشبيلية لقضاء الفترة المتبقية من الموسم مع إمكانية التوقيع على عقد دائم. هناك تعرض لإصابة طفيفة تفاقمت فيما بعد؛ ونتيجة لمخاوف الطاقم الطبي لعب أربع مباريات فقط في الدوري. بعد موسم سيء مع الفريق الأندلسي انضم تشيريشيف إلى فياريال على سبيل الإعارة لموسم واحد؛ وهناك لعب بعضا من المباريات فقط. سجل في أول مباراة له مع فياريال في 24 آب/أغسطس 2014 حيث قاد فريقه للفوز بهدفين نظيفين على ليفانتي. بعد أن تعافى كليا من الإصابات؛ قدم مستوى طيبا مع فياريال حيث سجل 7 أهداف في 40 مباراة في جميع المسابقات.

### العودة إلى ريال مدريد والإعارة إلى فالنسيا
بعد انتهاء مدة إعارته لفياريال؛ عاد تشيريشيف لريال مدريد ثم شارك مع النادي الأول في أول مباراة رسمية له بتاريخ 19 أيلول/سبتمبر 2015 حيث لعب 13 دقيقة فقط وانهزم فيها فريقه بهدف نظيف أمام غرناطة. في 2 ديسمبر/كانون الأول سجل أول هدف له مع النادي في المبارة التي فاز فيها ريال مدريد بـ 3-1 على مضيفه قادش ضمن مسابقة كأس الملك. ومع ذلك، فقد أثار ظهوره في تلك المباراة جدلا كبيرا باعتباره لاعبا غير مؤهل للمشاركة فيها وذلك بعدما كان قد جمع ثلاث بطاقات صفروات في النسخة السابقة من البطولة مما دفع بمدريد إلى طرده من البطولة. حينها أكد رئيس النادي فلورنتينو بيريز أن الاتحاد الملكي الإسباني لكرة القدم قد أبلغ النادي أنه قد تم تعليق عضوية اللاعب واتخاد الإجراءات الضرورية ضد الفريق.
في 1 شباط/فبراير 2016 أعير دينيس مجددا لكن هذه المرة إلى فالنسيا وذلك من أجل إكمال الفترة المتبقية من الموسم. شارك في أول مباراة له مع الفالانس بعد يومين فقط من قدومه وتعرض حينها فريقه لهزيمة ثقيلة على يد برشلونة بسبعة أهداف نظيفة في الدور نصف النهائي من مسابقة كأس الملك. سجل أول هدف له في 13 شباط/فبراير حيث قاد فريقه للفوز بهدفين مقابل واحد في مباراة مثيرة ضد إسبانيول في ملعب ميستايا.

### فياريال
في 15 حزيران/يونيو 2016 وقع تشيريشيف على عقد مع فياريال يقضي بانضمامه رسميا للفريق حتى عام 2021.

## المسيرة الدولية

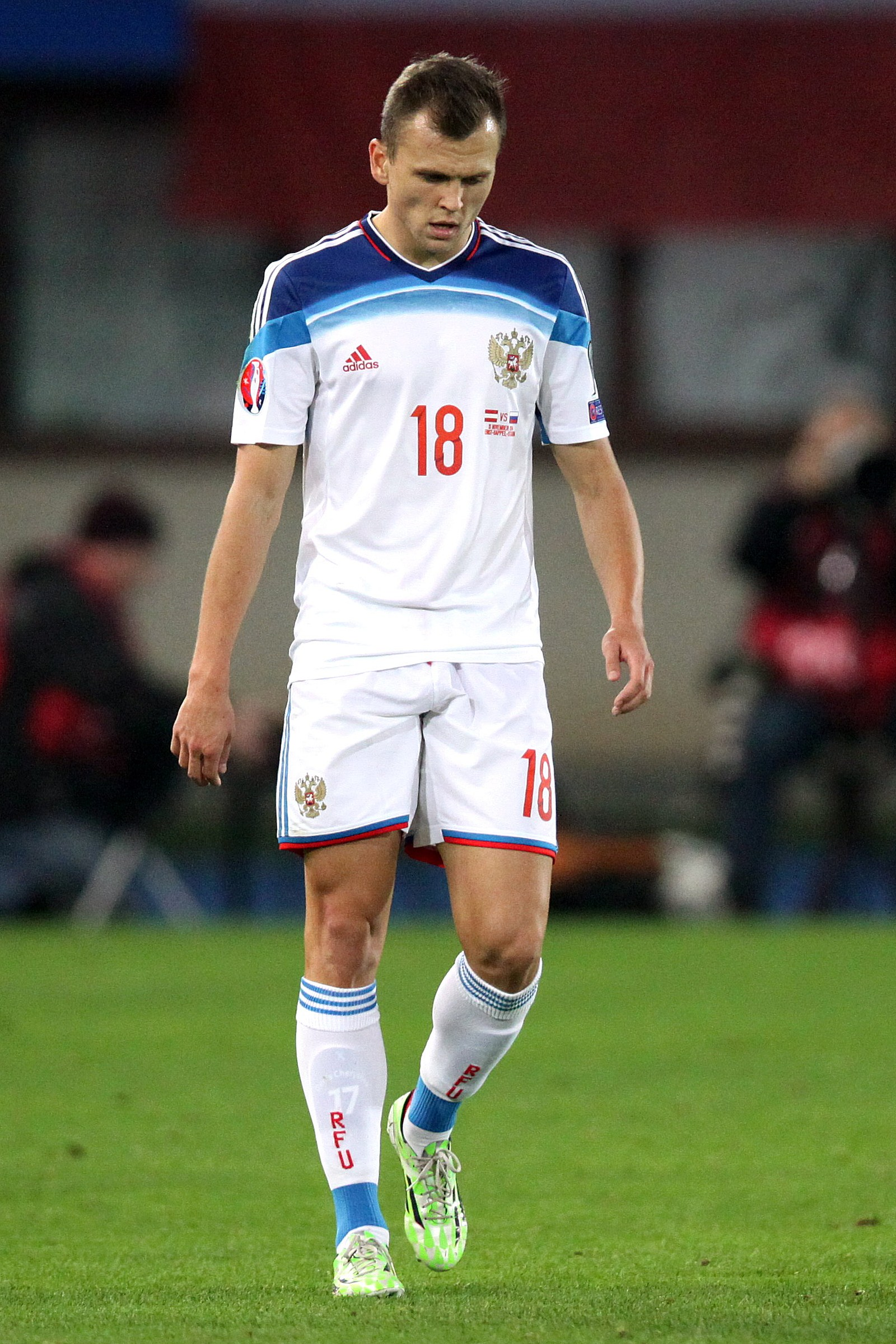
تشيريشيف مع المنتخب الروسي في تصفيات يورو 2016 ضد النمسا في عام 2014.

قبل لعب أول مباراة دولية له مع المنتخب الروسي؛ كان تشيريشيف مؤهلا أيضا لتمثيل منتخب إسبانيا خاصة أنه يحمل جنسية مزدوجة. في مقابلة له عام 2011 مع صحيفة ماركا أكد دينيس أنه يشعر بأنه إسباني أكثر من كونه روسي وأنه مثل المنتخب الروسي لأنه كان السباق في دعوته في تشرين الثاني/نوفمبر 2012.
لعب تشيريشيف أول مباراة له بقميص المنتخب في 14 آب/أغسطس 2013 حيث دخل كبديل في الشوط الثاني في مباراة تصفيات كأس العالم لكرة القدم 2014 ضد منتخب أيرلندا الشمالية في بلفاست، ولكنه استُبدل بعد خمس دقائق فقط من اللعب بعدما تعرض لإصابة. حينها خسر منتخبه الوطني المباراة بهدف نظيف. تم استدعائه ضمن تشكيلة الخمسة وعشرين لاعبا لخوض نهائيات كأس العالم في 16 أيار/مايو 2014 وكان حينه اللاعب الوحيد ضمن تشكيلة المنتخب القادم من دوري أجنبي. غير أنه استبعد في نهاية المطاف من القائمة النهائية للمدرب فابيو كابيلو ثم غاب في وقت لاحق عن كأس الأمم الأوروبية 2016 بسبب الإصابة.
بعد غياب دام لأكثر من عامين، ظهر تشيريشيف بقميص المنتخب الوطني مرة أخرى في 27 آذار/مارس 2018 في مباراة ودية أمام المنتخب الفرنسي. في 11 مايو/أيار تم استدعائه ضمن تشكيلة المنتخب المشاركة في نهائيات كأس العالم المقامة في روسيا. لعب أول مباراة له في كأس العالم في 14 يونيو 2018 حيث حل محل اللاعب المصاب ألان دزاغويف في منتصف الشوط الأول من المباراة الافتتاحية ضد المنتخب السعودي في موسكو وسجل هدفين في المبارة التي فاز فيها منتخب بلاده بـ 5-0. واصل تشيريشيف تألقه في المونديال بعدما سجل هدفا ثالثا له وثانيا لمنتخب بلاده في المباراة التي جمعت بين روسيا ومصر (3-1) لحساب الجولة الثانية من مباريات المجموعة الأولى؛ ليتصدر بذلك تشيريشيف صدراة الهدافين مناصفة مع البرتغالي كرستيانو رونالدو بثلاثة أهداف لكل منهما.

## الإحصاءات

### مع الأندية
| النادي            | الموسم                | الدوري                            | الدوري        | الدوري      | الكأس         | الكأس       | كونتينونتال   | كونتينونتال | المجموع       | المجموع     |
| النادي            | الموسم                | القِسم                             | عدد المباريات | عدد الأهداف | عدد المباريات | عدد الأهداف | عدد المباريات | عدد الأهداف | عدد المباريات | عدد الأهداف |
| ----------------- | --------------------- | --------------------------------- | ------------- | ----------- | ------------- | ----------- | ------------- | ----------- | ------------- | ----------- |
| ريال مدريد كاستيا | 2008–09               | الدوري الإسباني الدرجة الثانية بي | 9             | 0           | 0             | 0           | 0             | 0           | 9             | 0           |
| ريال مدريد كاستيا | 2010–11               | الدوري الإسباني الدرجة الثانية بي | 32            | 3           | 0             | 0           | 0             | 0           | 32            | 3           |
| ريال مدريد كاستيا | 2011–12               | الدوري الإسباني الدرجة الثانية بي | 34            | 8           | 0             | 0           | 0             | 0           | 34            | 8           |
| ريال مدريد كاستيا | 2012–13               | دوري الدرجة الثانية الإسباني      | 34            | 11          | 0             | 0           | 0             | 0           | 34            | 11          |
| ريال مدريد كاستيا | المجموع               | المجموع                           | 109           | 22          | 0             | 0           | 0             | 0           | 109           | 22          |
| ريال مدريد        | 2012–13               | الدوري الإسباني                   | 0             | 0           | 1             | 0           | 0             | 0           | 1             | 0           |
| إشبيلية (مُعار)    | 2013–14               | الدوري الإسباني                   | 4             | 0           | 0             | 0           | 1             | 0           | 5             | 0           |
| فياريال (مُعار)    | 2014–15               | الدوري الإسباني                   | 26            | 4           | 6             | 1           | 8             | 2           | 40            | 7           |
| ريال مدريد        | 2015–16               | الدوري الإسباني                   | 2             | 0           | 1             | 1           | 3             | 0           | 6             | 1           |
| ريال مدريد        | المجموع مع ريال مدريد | المجموع مع ريال مدريد             | 2             | 0           | 1             | 1           | 3             | 0           | 7             | 1           |
| فالنسيا (مُعار)    | 2015–16               | الدوري الإسباني                   | 7             | 3           | 1             | 0           | 0             | 0           | 8             | 3           |
| فياريال           | 2016–17               | الدوري الإسباني                   | 11            | 0           | 1             | 0           | 6             | 0           | 18            | 0           |
| فياريال           | 2017–18               | الدوري الإسباني                   | 24            | 2           | 3             | 1           | 5             | 1           | 32            | 4           |
| فياريال           | المجموع مع فياريال    | المجموع مع فياريال                | 61            | 6           | 10            | 2           | 19            | 3           | 90            | 11          |
| المجموع الكلي     | المجموع الكلي         | المجموع الكلي                     | 183           | 31          | 13            | 3           | 23            | 3           | 219           | 37          |

### مع المنتخب
| المنتخب الوطني | الموسم  | عدد المباريات | عدد الأهداف |
| -------------- | ------- | ------------- | ----------- |
| روسيا          |         |               |             |
| 2012           | 1       | 0             |             |
| 2013           | 1       | 0             |             |
| 2014           | 5       | 0             |             |
| 2015           | 2       | 0             |             |
| 2018           | 4       | 3             |             |
| المجموع        | المجموع | 12            | 2           |

### الأهداف الدولية
| #  | التاريخ              | المكان                     | الخصم    | النتيجة | النتيجة النهائية | المنافسة        |  |
| -- | -------------------- | -------------------------- | -------- | ------- | ---------------- | --------------- |  |
| 1. | 14 حزيران/يونيو 2018 | ملعب لوجنيكي، موسكو، روسيا | السعودية | 2-0     | 5-0              | كأس العالم 2018 |  |
| 2. | 14 حزيران/يونيو 2018 | ملعب لوجنيكي، موسكو، روسيا | السعودية | 4-0     | 5-0              | كأس العالم 2018 |  |
| 3. | 19 حزيران/يونيو 2018 | ملعب كريستوفسكي، روسيا     | مصر      | 2-0     | 3-1              | كأس العالم 2018 |  |
| 4. | 7 يوليو/أغسطس 2018   | ملعب فيشت الأولمبي، روسيا  | كرواتيا  | 1-0     | 2-2              | كأس العالم 2018 |  |

## روابط خارجية
- دينيس تشيريشيف على موقع الاتحاد الدولي (مؤرشف)  (الإنجليزية)
- دينيس تشيريشيف على موقع الاتحاد الأوربي (الإنجليزية)
- دينيس تشيريشيف على موقع قاعدة بيانات كرة القدم.إي يو (الإنجليزية)
- دينيس تشيريشيف على موقع ليكيب (الفرنسية)
- دينيس تشيريشيف على موقع ناشيونال فوتبول تيمز (الإنجليزية)
- دينيس تشيريشيف على موقع Soccerbase.com (لاعب) (الإنجليزية)
- دينيس تشيريشيف على موقع Soccerway.com (الإنجليزية)
- دينيس تشيريشيف على موقع عالم كرة القدم.نت (الإنجليزية)